# Recep Küpçü
Recep Küpçü (bulgarisch Реджеб Кюпчю; * 28. September 1934 in Kuklen bei Plowdiw in Bulgarien; † 26. April 1976 in Warna) war ein bulgarischer Dichter, Schriftsteller und Journalist türkischer Abstammung.

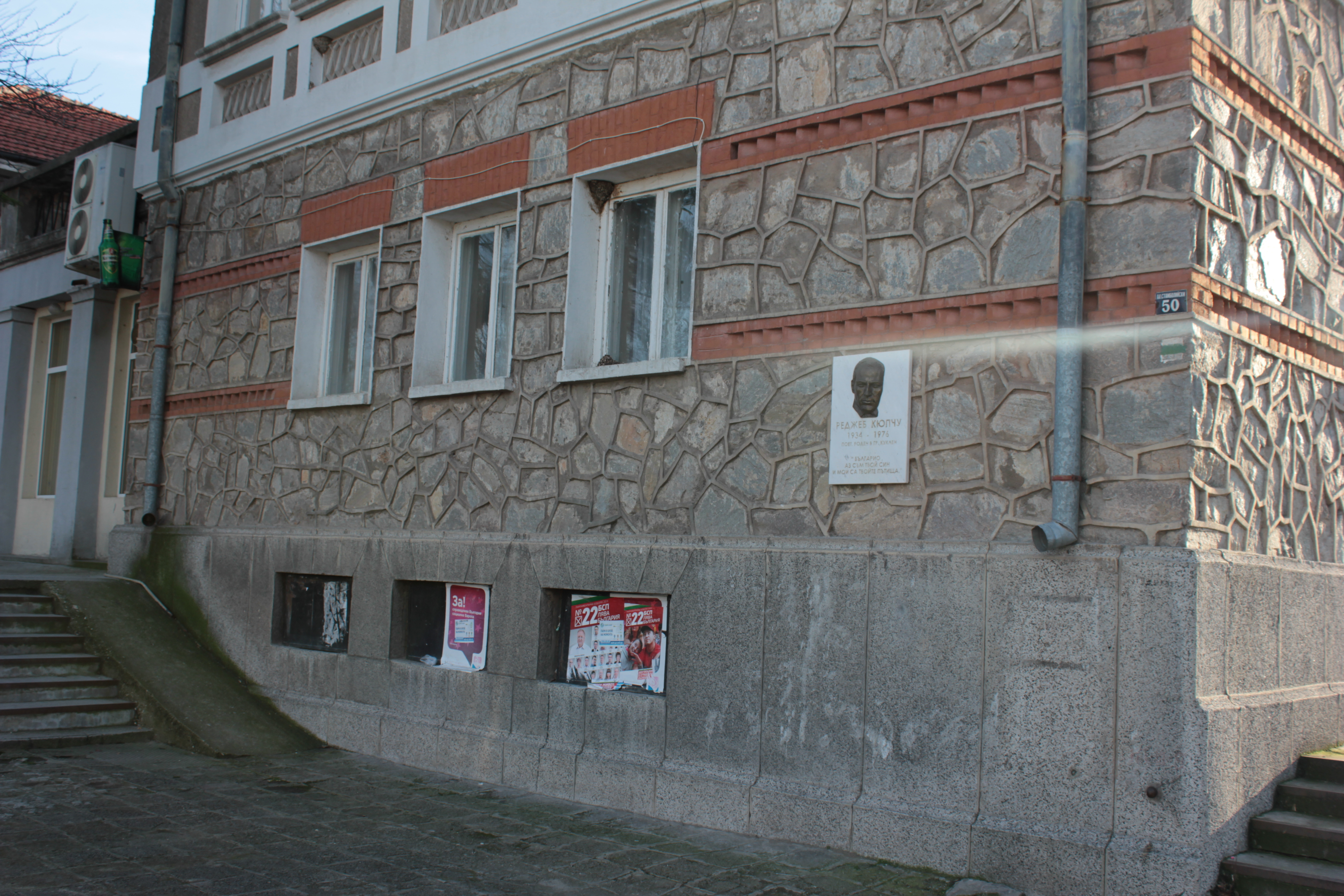
Gedenktafel in seinem Geburtsort Kuklen

Seit 1956 wohnte und arbeitete Küpçü in der bulgarischen Hafenstadt Burgas. Dort arbeitete er als Bauarbeiter, Journalist für die Zeitung "Nowa swetlina" (bulg.) und als Angestellter im städtischen Kulturamt. In Burgas zählten die Schriftsteller Christo Fotew, Ilija Burschew und Nedjalko Jordanow zu seinem Freundeskreis. Unter der Redaktion von Jordanow wurde das Erste Buch von Küpçü herausgegeben. Jordanow übersetzte auch einen Teil seiner Werke ins Bulgarische. Küpçü selbst schrieb auf Bulgarisch und Türkisch. Seine Familie lebt heute in Istanbul.
Bilal Şimşir berichtet von Gerüchten, dass Küpçü vergiftet wurde.
2001 wurde Küpçü posthum mit der Ehrenbürgerschaft der Stadt Burgas geehrt, deren Dichterpreis hatte er ebenfalls erhalten.

## Gedichte
Eines der bekanntesten Gedichte von Küpçü trägt den Titel Bulgarien! Ich bin dein Sohn und meine sind deine Wege (aus dem bulg. „Българийо! Аз съм твой син и мои са твоите пътища“):
| Bulgarisch: Аз не съм чужденец, аз съм твой син… Българийо, аз съм твой син и мои са твоите пътища |  | deutsche Übersetzung: Ich bin kein Fremder, ich bin dein Sohn… Bulgarien, ich bin dein Sohn und meine sind deine Wege. |

## Werke

### Auf Bulgarisch
- Въпросите продължават (1962) (Die Fragen werden fortgesetzt)
- Животът е сън (1965) (Das Leben ist ein [Nacht-]Traum)
- Приятели мои, да тръгнем (1967) (meine Freunde, lasst uns losgehen)

### Auf Türkisch
- Ötesi Var. 1962.
- Ötesu Düş Değil. 1967.
- Şiirler. Boğaziçi Yayınları, Istanbul 1994, ISBN 975-451-111-X.
- O Günden Sonra - Birinci Kısım. 2019, ISBN 978-605-692-483-5.
- O Günden Sonra - İkinci Kısım. 2014, ISBN 978-605-457-425-4.